# هلیکول
هلیکول (به انگلیسی: Helicol) یک شرکت هواپیمایی است که در تاریخ ۱۹۵۵ میلادی تأسیس شده است.
دفتر مرکزی هلیکول در بوگوتا، کلمبیا واقع شده‌است و قطب این شرکت هواپیمایی در فرودگاه بین‌المللی ال دورادو قرار دارد.